# Progress Village
Progress Village ist  ein census-designated place (CDP) im Hillsborough County im US-Bundesstaat Florida. Das U.S. Census Bureau hat bei der Volkszählung 2020 eine Einwohnerzahl von 11.188 ermittelt.

## Geographie
Progress Village liegt rund 10 km südöstlich von Tampa. Der CDP wird von der Interstate 75 tangiert.

## Demographische Daten
Laut der Volkszählung 2010 verteilten sich die damaligen 5392 Einwohner auf 2232 Haushalte. Die Bevölkerungsdichte lag bei 619,8 Einw./km². 37,1 % der Bevölkerung bezeichneten sich als Weiße, 51,7 % als Afroamerikaner, 0,2 % als Indianer und 4,0 % als Asian Americans. 3,6 % gaben die Angehörigkeit zu einer anderen Ethnie und 3,5 % zu mehreren Ethnien an. 14,9 % der Bevölkerung bestand aus Hispanics oder Latinos.
Im Jahr 2010 lebten in 39,2 % aller Haushalte Kinder unter 18 Jahren sowie 23,2 % aller Haushalte Personen mit mindestens 65 Jahren. 72,8 % der Haushalte waren Familienhaushalte (bestehend aus verheirateten Paaren mit oder ohne Nachkommen bzw. einem Elternteil mit Nachkomme). Die durchschnittliche Größe eines Haushalts lag bei 2,79 Personen und die durchschnittliche Familiengröße bei 3,23 Personen.
30,1 % der Bevölkerung waren jünger als 20 Jahre, 30,6 % waren 20 bis 39 Jahre alt, 23,9 % waren 40 bis 59 Jahre alt und 15,3 % waren mindestens 60 Jahre alt. Das mittlere Alter betrug 34 Jahre. 47,8 % der Bevölkerung waren männlich und 52,2 % weiblich.
Das durchschnittliche Jahreseinkommen lag bei 46.375 $, dabei lebten 11,1 % der Bevölkerung unter der Armutsgrenze.
Im Jahr 2000 war Englisch die Muttersprache von 97,52 % der Bevölkerung und spanisch sprachen 2,48 %.